# 西伊豆町立西伊豆中学校
西伊豆町立西伊豆中学校（にしいずちょうりつにしいずちゅうがっこう）は、静岡県賀茂郡西伊豆町にある公立の中学校である。地元では西中（にっちゅう）と呼ばれている。

## 概要・沿革

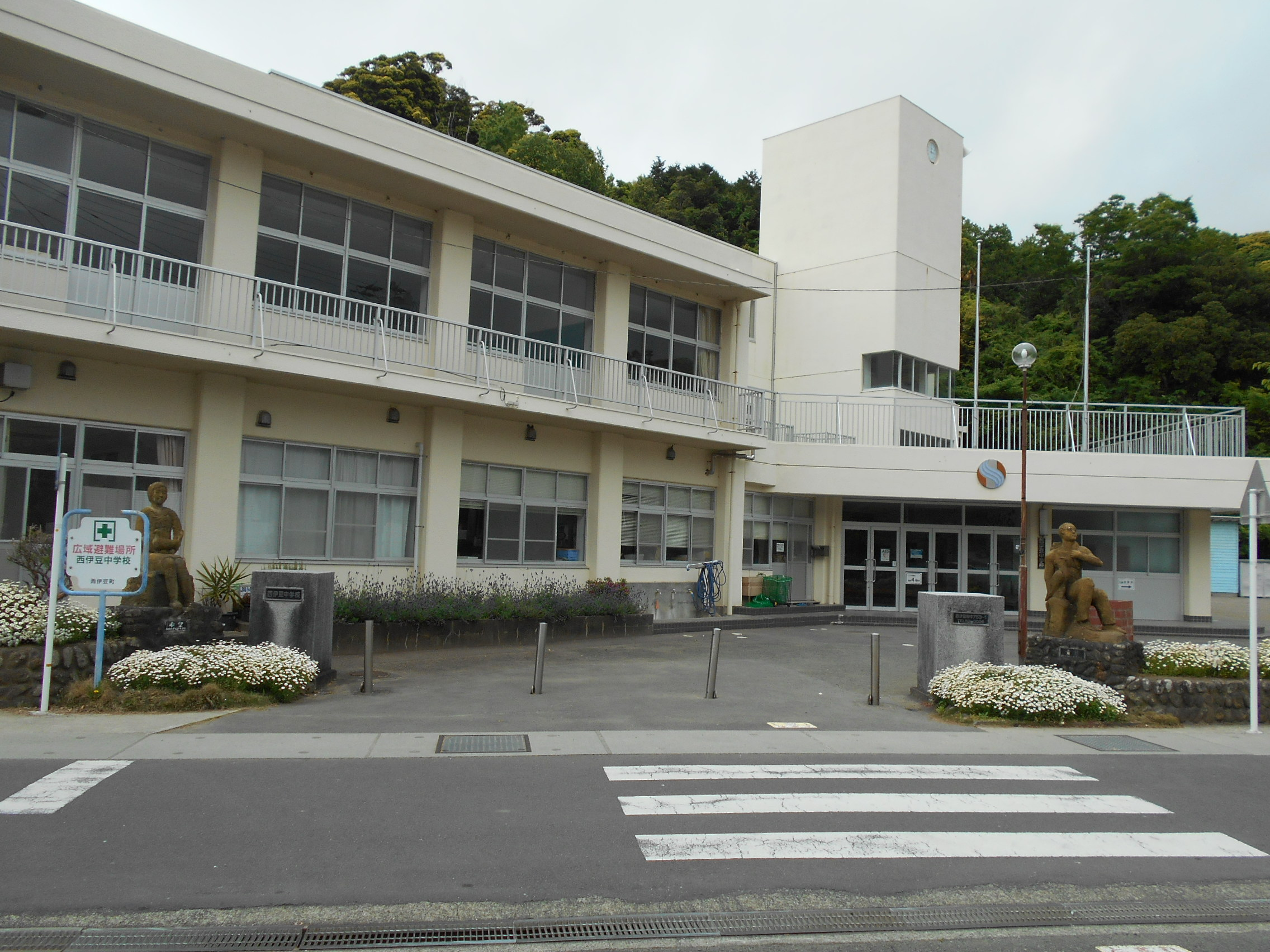
旧西伊豆中学校（西伊豆町中753番地の1）の校舎。2017年5月6日撮影。

2021年4月1日、西伊豆中学校（西伊豆町中753番地の1）と賀茂中学校（同町宇久須862番地の6）を統合、賀茂中学校校舎を活用した、新しい西伊豆町立西伊豆中学校が開校した。町内の中学校が1校のみになったことに伴い、仁科小学校、田子小学校、賀茂小学校の通学区域となった。
西伊豆町は、小中一貫校と認定こども園の建設予定地を、先川地区の約2万2000平方メートルの土地とすることで整備計画を進めていたが、2023年1月27日、同計画を白紙とすると発表した。

## 部活動
運動部
- 男子ソフトテニス部
- 女子ソフトテニス部
- 男子バスケットボール部
- 女子バスケットボール部
- 男子バレーボール部 - 2010年、新人戦のベスト8まで進出した。
- 女子バレーボール部

文化部
- 文化部は、主にパソコンを利用した活動をしている。
  - 美術部もあり、切り絵などを行っている。

## 行事
- 4月 - 入学式
- 5月 - 生徒総会

西豆学 - 地域について周辺学校とともに学ぶ
- 9月 - 体育祭

毎年A組が赤組、B組が白組となり様々な種目で戦う。
- 10月 - 音楽会

各学年が課題曲と自由曲を歌う。校長、教頭、各学年部の先生が採点。最優秀賞、指揮者賞、伴奏者賞がある。

## 校歌
開校後しばらくの間、校歌がない状態が続いていたが、2022年7月に谷本貴義の作詞・作曲による校歌を制定。同年10月、校内の音楽発表会に谷本が招かれ、谷本の指揮により全校生徒で校歌を唱和した。